# Symphony of Destruction
«Symphony of Destruction» es el segundo sencillo del álbum Countdown to Extinction y undécimo sencillo de la banda de Thrash metal Megadeth, además de una de sus canciones más conocidas y coreadas. Fue escrita por Dave Mustaine y producida por Max Norman y Mustaine. En el concierto celebrado el 2 de diciembre de 1994 en el Estadio Obras Sanitarias de la Ciudad de Buenos Aires, Argentina, cuando la banda se presentó por vez primera en el país; el público comenzó a cantar por encima del riff principal del tema "Megadeth, Megadeth, aguante Megadeth", provocando que Mustaine cesara de cantar para escuchar al público que lo coreaba. Esta costumbre se ha extendido por varios países (Chile, Guatemala, Perú, México, Colombia, Ecuador, España, Noruega, etc.) donde se canta esa frase o alguna variante.

## Video
El video gráfica toda la decadencia de la política mostrando a un candidato asesinado en campaña mostrando las dos caras del político: por una parte sonriente hacia un público de manifestantes y por otra reunido con las cúpulas del poder (un empresario, un militar y un cura), para ver que finalmente quien lo asesina simbólicamente son estos tres últimos.  Se muestra a la banda tocando individualmente y al final se ve un muro (que también aparece al principio del video) con la bandera estadounidense quemándose con la frase for the people (para la gente) mientras se puede oír parte de un conocido discurso de John F. Kennedy. A los que más se puede distinguir en el video son a Dave Mustaine y a Marty Friedman, quien ejecuta el solo en el video.

## Apariciones
1. La canción aparece en videojuegos como Guitar Hero y FlatOut 2.
2. Se hizo un remix en el juego Smackdown! vs RAW 2006.
3. Nightwish, Iron Hell, Arch Enemy, Paul Di'Anno, Emil Bulls, Al Jourgensen, J.B.O., Fury y Alghazanth han hecho covers de la canción.
4. El grupo argentino Los Parraleños utilizó el riff principal para el inicio y el fin de su tema "Megadeth" (que parodia a su vez la canción "Morrisey", de Leo García).
5. Una demo de esta canción aparece en la edición limitada y en el relanzamiento del EP Hidden Treasures y también apareció en la remasterizacion del álbum de donde proviene la canción.

## Lista de canciones
1. «Symphony Of Destruction»

2. «Breakpoint»

3. «Go To Hell»